# 白綺華
白綺 華（しらき はな、6月6日 - ）は、宝塚歌劇団雪組に所属する娘役。
東京都港区、東洋英和女学院高等部出身。身長162cm。愛称は「はな」。

## 来歴
2019年、宝塚音楽学校入学。
2021年、音楽学校卒業後、宝塚歌劇団に107期生として首席入団。宙組公演「シャーロック・ホームズ／Délicieux!」で初舞台。その後、雪組に配属。
2024年、彩風咲奈退団公演となる「ベルサイユのばら」で新人公演初ヒロイン。マリー・アントワネット役を演じる。

## 主な舞台

### 初舞台
- 2021年6 - 8月、宙組『シャーロック・ホームズ-The Game Is Afoot!-』『Délicieux（デリシュー）!-甘美なる巴里-』（宝塚大劇場のみ）

### 雪組時代
- 2021年8 - 11月、『CITY HUNTER』『Fire Fever!』
- 2022年3 - 6月、『夢介千両みやげ』『Sensational!』
- 2022年7 - 8月、『ODYSSEY（オデッセイ）-The Age of Discovery-』（梅田芸術劇場）
- 2022年10 - 12月、『蒼穹の昴』
- 2023年2 - 3月、『海辺のストルーエンセ』（KAAT神奈川芸術劇場・ドラマシティ） - 召使い
- 2023年4 - 7月、『Lilac（ライラック）の夢路』 - 新人公演：夢人（本役：音彩唯）『ジュエル・ド・パリ!!』
- 2023年8 - 9月、『双曲線上のカルテ』（ドラマシティ・日本青年館） - アマーリア
- 2023年12月、『ボイルド・ドイル・オンザ・トイル・トレイル』『FROZEN HOLIDAY（フローズン・ホリデイ）』（宝塚大劇場）
- 2024年1 - 2月、『ボイルド・ドイル・オンザ・トイル・トレイル』 - 新人公演：ロティ・ドイル（本役：野々花ひまり）『FROZEN HOLIDAY（フローズン・ホリデイ）』（東京宝塚劇場）
- 2024年4 - 5月、『ALL BY MYSELF』（相模女子大学グリーンホール・NHK大阪ホール）
- 2024年7 - 10月、『ベルサイユのばら-フェルゼン編-』 - 小公女、新人公演：マリー・アントワネット（本役：夢白あや） 新人公演初ヒロイン[3][5]
- 2024年11 - 12月、『愛の不時着』（東京建物 Brillia HALL・梅田芸術劇場） - イム・ソヨン
- 2025年3 - 6月、『ROBIN THE HERO』 - クインシー・オルコット、新人公演：エメット・ターナー（本役：音彩唯）『オーヴァチュア!』
- 2025年8月、『ステップ・バイ・ミー』（宝塚バウホール） - アリソン
- 2025年11 - 2026年2月、『ボー・ブランメル〜美しすぎた男〜／Prayer〜祈り〜』